# Сухој Су-29
Сухој Су-29 /(Suhoj Su-29), (рус. Сухой Су-29) је једномоторни, двоседи лаки руски нискокрилни авион за обуку у акробатском летењу развијен првом половином 1990-их година.

## Пројектовање и развој
Авион Сухој Су-29 је пројектован и направљен у фабрици Сухој на основу претходног модела Су-26М и намена му је обука и тренажа у акробатском летењу као и за државна и међународна такмичења у акробатском летењу. Пројект је почео да се ради 1990, а израда 4 прототипа 1991. (два прототипа за статичко, а два за летна испитивања). Први прототип је завршен крајем 1991. кад је обављен први пробни лет, а главни пројектант овог авиона је В. П. Кондратијев. Већ на другом прототипу је уграђем систем за катапултирање седишта са пилотом у случају ванредне потребе СКС-94. Први пробни лет авиона из серијске производње обављен је маја месеца 1992. године. На основу овог модела авиона, развијен је касније модел Су-31.

### Технички опис
Сухој Су-29 је лаки двоседи авион за обуку у акробатском летењу пилота. То је авион мешовите конструкције нискокрилни једнокрилац са једним клипним ваздухом хлађеним радијалним мотором са 9 цилиндара, фиксним стајним трапом конвенционалног типа са обложеним точковима у циљу повећања аеродинамичности. Опремљен је мотором од 270 kW произвођача Веденејев М-14П, и трокраком елисом од композитног материјала (Хофман) променљивог корака са редуктором. Авион је робусне конструкције направљен од лаких композитних материјала, пластике и стаклених влакана, углљеничних влакана, нерђајучег челика високе еластичности, титанијума и алуминијумских легура. Учешће композитних материјала у укупној маси авиона износи преко 60%. Његова робусна конструкција толерише G оптерећења у границама од +12 до -10 а то је граница коју могу да поднесу само ретки акробатски пилоти. Крила авиона су трапезастог облика са равном нападном ивицом и равним завршетком. Пилоти су смештен у затвореном кокпиту који је смештен изнад крила па према репу. Унутрашњост кабине авиона је ергономски прилагођена пилотима, са удобним седиштем, нагнутим под углом од 35о и појасом за везивање. Дизајн кабине омогућава пилоту и инструктору да прецизно контролишу положај авиона у простору. Авион је опремљен седиштем за катапултирање у случају ванредне опасности.

### Варијанте
- Су-29 - први прототип авиона Су-29 са мотором Веденејев М-14П снаге 270kW и трокраком елисом,
- Су-29КС - унапређена верзија авиона Су-29 са системом за избацивање седишта СКС-94,
- Су-29М - серијски авион Су-29 са системом за избацивање седишта СКС-94.

## Оперативно коришћење
Посаду авиона Сухој Су-29 сачињава 2 члан тј. пилот и инструктор летења. Већ 1994. године овај авион је сертификован у Русији, а у првој серији је произведено 30 примерака ових авиона. Што се тиче летних карактеристика овај авион са једним пилотом ни по чему не заостаје за својим претходником Су-26М. На Светском првенству у Оклахова Ситију 1996. године практично је приказана могућност катапултирања пилота из овог авиона. Авион Сухој Су-26 се користи већ 15 година, што несумњиво потврђује квалитет овог авиона. На захтев купца авион се може опремити западном авиоником Bekker и Bendix King, и GPS навигационим системом.

## Земље које користе овај авион
- Аргентина
- Аустралија
- Русија
- Јужна Африка
- Уједињено Краљевство
- САД